# Michał Maurycy Suchodolski
Michał Maurycy Suchodolski herbu Janina (zm. po 1787 roku) – chorąży chełmski w 1776 roku, chorąży krasnostawski w 1770 roku, podczaszy chełmski w 1765 roku, wicesgerent lubelski w latach 1739-1750.